# Campeonato Carioca de Futebol de 2021 - Série B2
O Campeonato Carioca da Série B2 de 2021 foi a 14ª edição da quarta divisão do campeonato estadual de futebol profissional do Rio de Janeiro. A competição foi organizada pela Federação de Futebol do Estado do Rio de Janeiro (FERJ).

## Promovidos e rebaixados
| Pos. | Rebaixados da Segunda Divisão de 2020  |
| ---- | -------------------------------------- |
| 16º  | Bonsucesso                             |
| 17º  | Campos                                 |
| Pos. | Rebaixados da Terceira Divisão de 2020 |
| 5º   | Barra da Tijuca                        |
| 6º   | Tigres do Brasil                       |
| 7º   | Casimiro de Abreu                      |
| 8º   | Ceres                                  |
| 9º   | Araruama                               |
| 10º  | Queimados FC                           |
| 11º  | Barra Mansa                            |
| 12º  | Mageense                               |

| Pos. | Promovidos da Série C de 2021 |
| ---- | ----------------------------- |
| 1º   | Paduano                       |
| 2º   | Búzios                        |

## Participantes
| Equipe                   | Cidade                 | Em 2020           | Estádio             | Capacidade | Títulos        |
| ------------------------ | ---------------------- | ----------------- | ------------------- | ---------- | -------------- |
| Arraial do Cabo/Araruama | Arraial do Cabo        | 9º                | Correão             | 2 611      | 0 (não possui) |
| Barra da Tijuca          | Rio de Janeiro         | 5º                | Antunes             | 774        | 0 (não possui) |
| Barra Mansa              | Barra Mansa            | 11º               | Leão do Sul         | 2 000      | 0 (não possui) |
| Bonsucesso               | Rio de Janeiro         | 16º (Série B1)    | Rua Bariri          | 8 300      | 0 (não possui) |
| Búzios                   | Armação dos Búzios     | 2º (Série C 2021) | Municipal de Búzios | 500        | 0 (não possui) |
| Campos                   | Campos dos Goytacazes  | 17º (Série B1)    | Ferreirão           | 900        | 0 (não possui) |
| Casimiro de Abreu        | Casimiro de Abreu      | 7º                | Ubirajara Reis      | 1 000      | 1 (2000)       |
| Ceres                    | Rio de Janeiro         | 8º                | Ítalo del Cima      | 8 300      | 1 (2019)       |
| Mageense                 | Magé                   | 12º               | Los Larios          | 6 300      | 1 (2018)       |
| Paduano                  | Santo Antônio de Pádua | 1º (Série C 2021) | Waldo Carneiro      | 850        | 0 (não possui) |
| Queimados                | Queimados              | 10º               | Joaquim Flores      | 500        | 0 (não possui) |
| Tigres do Brasil         | Duque de Caxias        | 6º                | Los Larios          | 6 300      | 0 (não possui) |

## Jogos

### Primeira Fase
| Pos | Equipe            | PG | Jogos | Jogos | Jogos | Jogos | Gols | Gols | Gols | Desempenho por rodada | Desempenho por rodada | Desempenho por rodada | Desempenho por rodada | Desempenho por rodada | Desempenho por rodada | Desempenho por rodada | Desempenho por rodada | Desempenho por rodada | Desempenho por rodada | Desempenho por rodada | Classificação                   |
| Pos | Equipe            | PG | #     | V     | E     | D     | GP   | GS   | SG   | 1ª                    | 2ª                    | 3ª                    | 4ª                    | 5ª                    | 6ª                    | 7ª                    | 8ª                    | 9ª                    | 10ª                   | 11ª                   | Classificação                   |
| --- | ----------------- | -- | ----- | ----- | ----- | ----- | ---- | ---- | ---- | --------------------- | --------------------- | --------------------- | --------------------- | --------------------- | --------------------- | --------------------- | --------------------- | --------------------- | --------------------- | --------------------- | ------------------------------- |
| 1   | Paduano           | 25 | 11    | 7     | 4     | 0     | 22   | 4    | +18  | 2                     | 2                     | 1                     | 1                     | 2                     | 1                     | 1                     | 1                     | 1                     | 1                     | 1                     | Classificados para a fase final |
| 2   | Barra da Tijuca   | 22 | 11    | 6     | 4     | 1     | 12   | 4    | +8   | 3                     | 4                     | 2                     | 2                     | 1                     | 2                     | 2                     | 2                     | 2                     | 2                     | 2                     | Classificados para a fase final |
| 3   | Araruama          | 21 | 11    | 5     | 6     | 0     | 18   | 7    | +11  | 6                     | 7                     | 8                     | 9                     | 6                     | 3                     | 3                     | 4                     | 5                     | 4                     | 3                     | Classificados para a fase final |
| 4   | Ceres             | 20 | 11    | 6     | 2     | 3     | 25   | 11   | +14  | 10                    | 10                    | 5                     | 5                     | 8                     | 8                     | 9                     | 7                     | 6                     | 5                     | 4                     | Classificados para a fase final |
| 5   | Tigres do Brasil  | 20 | 11    | 5     | 5     | 1     | 11   | 5    | +6   | 8                     | 9                     | 4                     | 7                     | 5                     | 6                     | 6                     | 5                     | 4                     | 3                     | 5                     | Mantidos na Série B2 2022       |
| 6   | Búzios            | 17 | 11    | 4     | 5     | 2     | 19   | 11   | +8   | 4                     | 5                     | 3                     | 3                     | 3                     | 4                     | 4                     | 3                     | 3                     | 6                     | 6                     | Mantidos na Série B2 2022       |
| 7   | Bonsucesso        | 15 | 11    | 4     | 3     | 4     | 16   | 13   | +3   | 9                     | 6                     | 10                    | 10                    | 7                     | 7                     | 7                     | 9                     | 7                     | 8                     | 7                     | Mantidos na Série B2 2022       |
| 8   | Campos            | 14 | 11    | 3     | 5     | 3     | 11   | 13   | –2   | 5                     | 8                     | 9                     | 4                     | 4                     | 5                     | 5                     | 8                     | 9                     | 7                     | 8                     | Mantidos na Série B2 2022       |
| 9   | Mageense          | 11 | 11    | 3     | 2     | 6     | 16   | 15   | +1   | 1                     | 1                     | 6                     | 6                     | 9                     | 9                     | 8                     | 6                     | 8                     | 9                     | 9                     | Mantidos na Série B2 2022       |
| 10  | Barra Mansa       | 10 | 11    | 2     | 1     | 8     | 8    | 27   | –19  | 6                     | 3                     | 7                     | 8                     | 10                    | 10                    | 10                    | 10                    | 10                    | 10                    | 10                    | Mantidos na Série B2 2022       |
| 11  | Casimiro de Abreu | 3  | 11    | 1     | 0     | 10    | 4    | 27   | –23  | 11                    | 12                    | 12                    | 12                    | 12                    | 11                    | 11                    | 11                    | 11                    | 11                    | 11                    | Rebaixado para a Série C 2022   |
| 12  | Queimados FC      | 1  | 11    | 0     | 1     | 10    | 3    | 34   | –31  | 12                    | 11                    | 11                    | 11                    | 11                    | 12                    | 12                    | 12                    | 12                    | 12                    | 12                    | Rebaixado para a Série C 2022   |

### Fase final
- Em itálico, os clubes que possuem o mando de jogo na partida de ida. Em negrito, os vencedores do confronto.

|  | Semifinais      | Semifinais | Semifinais | Semifinais |   |         | Final | Final | Final | Final |
|  |                 |            |            |            |   |         |       |       |       |       |
|  | Paduano         | 0          | 0          | 0          |   |         |       |       |       |       |
|  | Ceres           | 0          | 0          | 0          |   |         |       |       |       |       |
|  | Ceres           | 0          | 0          | 0          |   | Paduano | 3     | 2     | 5     |       |
|  |                 |            |            |            |   | Paduano | 3     | 2     | 5     |       |
|  |                 | Araruama   | 1          | 1          | 2 |         |       |       |       |       |
|  | Barra da Tijuca | Araruama   | 1          | 1          | 2 | 0       | 1     | 1     |       |       |
|  | Barra da Tijuca |            |            |            |   | 0       | 1     | 1     |       |       |
|  | Araruama        | 2          | 3          | 5          |   |         |       |       |       |       |

### Final
Fonte: 

#### Ida
| Domingo, 28 de novembro | Araruama           | 1 – 3  | Paduano                        | Lourival Gomes, Saquarema        |
| 15:00                   | Jonnes 45+1' (pen) | Súmula | PV 7' · Keven 32' · Murilo 62' | Árbitro: Ewerton Marques Ribeiro |

#### Volta
| Domingo, 05 de dezembro | Paduano | 2 – 1 | Araruama | Estádio de Moça Bonita |
| 15:00                   |         |       |          |                        |

## Premiação
| Campeonato Carioca de 2021 – Série B2 |
| ------------------------------------- |
| Paduano Campeão (1.º título)          |